# オルケスタ・デル・ビエント
オルケスタ・デル・ビエントは、1980年代～1990年代初頭に活動したテント劇団風の旅団の劇中音楽を担当したバンド。
京都大学西部講堂、東京の寄せ場山谷の夏祭りなどでライブ活動も行った。
2003年、『風の旅団・劇中音楽集』（いぬん堂 WC-039）としてCD発売。

## メンバー
- 大熊亘（キーボード、クラリネット。ルナパーク・アンサンブル、シカラムータなど）
- 小間慶大（作曲、ギター。INU、シェシズ、須山久美子、ビッグエコーなど）
- 篠田昌已（サックス。生活向上委員会、じゃがたら、コンポステラなど）
- 関島岳郎（チューバ。コンポステラ、スリル、ストラーダなど）
- 中尾勘二（サックス、ドラムス。コンポステラ、ストラーダなど）
- 木村真哉（ドラムス、サックス。ルナパーク・アンサンブル、へぼ詩人の蜂蜜酒、イカのフユなど）
- エマーソン北村（キーボード。MUTE BEAT、じゃがたらなど）
- 西村卓也（ベースギター。Maher Shalal Hash Baz、シェシズなど）
- 佐藤幸雄
- 久下惠生（ドラムス。パンゴ、向島ゆり子、ストラーダなど）
- 工藤冬里（キーボード。Maher Shalal Hash Baz、シェシズなど）
- いむたこうじ（作曲。キタカゼトタイヨウ、この奴すなど）
- 清水浩一郎（サックス。ソロ活動など）、
- 小塚昌隆（ウッドベース牧歌組合、アフロブルーなど）、
- 中崎博生（ユーフォニウム。Maher Shalal Hash Baz、この奴すなど）、
- ロリイ（パーカッション。ルナパーク・アンサンブル、キンボンボなど）、
- 服部夏樹（ギター。小川美潮、イカのフユ、ラブジョイなど）、
- 新井輝久（パーカッション）、
- 今井次郎（篠田昌已ユニット、時々自動など）。